# Hellboy (film, 2004)
Pour les articles homonymes, voir Hellboy.
Ne doit pas être confondu avec Hellboy (film, 2019).
Série
Hellboy II : Les légions d'or maudites
(2008)
Pour plus de détails, voir Fiche technique et Distribution.
Hellboy est un film d'action fantastique américain écrit et réalisé par Guillermo del Toro et sorti en 2004.
C'est l'adaptation du comic Hellboy de Mike Mignola, notamment du premier tome Les Germes de la destruction (Seed of Destruction) paru en 1994.

## Synopsis
En 1944, au large des côtes écossaises, les nazis construisent une machine pour ouvrir un portail vers l’espace. Avec l'aide du mystique russe Grigori Raspoutine, ils ont l'intention de libérer les Ogdru Jahad — des entités monstrueuses emprisonnées dans cette autre dimension — pour les aider à battre les Alliés de la Seconde Guerre mondiale. Raspoutine ouvre le portail avec l'aide de ses disciples, Ilsa von Haupstein et Karl Ruprecht Kroenen (en), membre de la Société Thulé et assassin au service d'Adolf Hitler. Une équipe alliée est envoyée pour détruire le portail, guidée par un jeune scientifique, Trevor Bruttenholm, qui connaît bien l'occultisme. L'équipe allemande est tuée et le portail est détruit — absorbant ainsi Raspoutine — tandis que Haupstein et Kroenen s'échappent. Peu après, l'équipe alliée découvre qu'un petit démon avec une main droite de pierre est passé par le portail ; ils le surnomment Hellboy et Bruttenholm l'adopte.
Soixante ans plus tard, John Myers, agent du FBI, est transféré au BPRD (Bureau of Paranormal Research and Defense) à la demande de Bruttenholm. Le jeune agent rencontre Hellboy adulte et un humanoïde amphibie télépathe nommé Abe Sapien. Il apprend qu'une troisième membre du BPRD, Liz Sherman, a récemment été hospitalisée dans un hôpital psychiatrique pour protéger les autres de ses capacités pyrokinétiques instables. Malgré les visites régulières et les encouragements de Hellboy, elle est déterminée à ne pas revenir au sein du BPRD.
Kroenen et Haupstein (devenus immortels grâce au livre de magie que Raspoutine leur a laissé) ressuscitent Raspoutine dans les montagnes de Moldavie et tous trois libèrent un démon appelé Sammael. Raspoutine lui donne le pouvoir de se réincarner et de partager son essence, faisant éclore et mûrir deux œufs de la créature chaque fois qu'un meurt. Raspoutine rend visite à Liz pendant son sommeil, activant ses pouvoirs et détruisant presque l'hôpital psychiatrique. Myers la convainc de revenir au Bureau. La capacité de Sammael à se multiplier devient un problème : Hellboy l’ayant tué à plusieurs reprises, des douzaines sont nés. Concluant que les œufs sont dans les égouts, Hellboy, Abe et plusieurs agents du FBI descendent dans les égouts pour les détruire. Abe est blessé en cherchant les œufs, tandis que Kroenen tue la plupart des agents. Kroenen, dont le corps mutilé est constitué de pièces mécaniques, simule son décès. Son cadavre est alors apporté au bureau, alors que le directeur du Federal Bureau of Investigation, Tom Manning, est furieux de l'imprudence de Hellboy.
Myers emmène Liz prendre un café et parler. Hellboy, jaloux, les suit secrètement, laissant le bureau sans surveillance. Kroenen se réanime et Raspoutine apparaît au bureau, confrontant le professeur Bruttenholm. Raspoutine lui offre une vision de l'avenir : Hellboy est l'agent qui va détruire le monde. Cependant, Bruttenholm dit à Raspoutine qu'il verra toujours Hellboy comme son fils. Raspoutine, respectant Bruttenholm pour avoir élevé Hellboy, lui annonce une mort rapide. Bruttenholm est poignardé dans le dos par Kroenen et meurt en tenant un chapelet.
Arrivé peu après,  Hellboy est anéanti par la mort de son père  adoptif. Il assiste ensuite discrètement aux funérailles. Manning reprend le BPRD et localise le mausolée de Raspoutine dans un ancien cimetière près de Moscou, en Russie. Une équipe dirigée par Manning et Hellboy entre dans le mausolée, mais se sépare rapidement. Hellboy et Manning trouvent leur chemin vers le repaire de Kroenen et le battent. Hellboy retrouve Liz et Myers dans le nouveau nid de Sammael, mais les créatures les submergent. Liz utilise ses pouvoirs pyrokinétiques pour incinérer les Sammaels et leurs œufs. Hellboy, Liz et Myers perdent conscience et sont capturés par Raspoutine et Haupstein. Raspoutine aspire l'âme de Liz hors de son corps, puis dit à Hellboy de libérer l'Ogdru Jahad en échange de son âme. Hellboy réveille son vrai pouvoir en tant qu'Anung un Rama, faisant repousser ses cornes, et commence à libérer l'Ogdru Jahad. Myers sort de ses chaînes, soumet Haupstein, et rappelle à Hellboy qu'il peut défier son destin. Se souvenant de sa vraie nature et de ce que Bruttenholm l'a élevé, Hellboy lui brise les cornes, referme l'Ogdru Jahad et poignarde Raspoutine avec une de ses cornes brisées. Mais au lieu de mourir, Raspoutine est possédé par une créature de l'Ogdru Jahad. Le Béhémoth à tentacules sort de son corps et prend de l'ampleur, le tuant lui et Haupstein. Hellboy se laisse avaler par la bête, puis fait exploser une ceinture de grenades à main et la détruit de l'intérieur. Il murmure quelque chose à l'oreille de Liz et elle est réveillée. Quand elle lui demande comment son âme lui a été rendue, Hellboy répond qu'il lui a dit : « Hé, toi de l'autre côté, laisse-la partir, parce que... pour elle, je vais traverser, et puis tu vas le regretter ». Liz et Hellboy échangent un baiser.

## Fiche technique
- Titre original, français et québécois : Hellboy
- Réalisation : Guillermo del Toro
- Scénario : Guillermo del Toro, d'après une histoire de Guillermo del Toro et Peter Briggs, d'après les comics de Mike Mignola
- Musique : Marco Beltrami
- Direction artistique : Marco Bittner Rosser, Peter Francis, James Hambidge et Simon Lamont
- Décors : Stephen Scott
- Costumes : Wendy Partridge
- Photographie : Guillermo Navarro
- Montage : Peter Amundson
- Production : Lawrence Gordon, Lloyd Levin et Mike Richardson

Production déléguée : Patrick J. Palmer
Coproduction déléguée : Mike Mignola
- Sociétés de production[1] : Lawrence Gordon Productions et Starlite Films ; en association avec Dark Horse Entertainment ; avec la participation de Revolution Studios
- Sociétés de distribution : Columbia Pictures/TriStar (États-Unis), Gaumont/Gaumont Columbia Tristar (France)
- Budget : 66 millions de dollars[2]
- Pays de production : États-Unis
- Langues originales : anglais, russe, allemagne, latin
- Format[3] : couleur (DeLuxe) - 35 mm - 1,85:1 (Panavision) - son DTS / Dolby Digital / SDDS / Dolby Atmos
- Genres : fantastique, action, aventures, super-héros
- Durée : 122 minutes / 132 minutes (version longue director's cut)
- Dates de sortie[4] :
  - États-Unis et Canada : 2 avril 2004
  - France : 11 août 2004
  - Suisse romande : 25 août 2004
  - Belgique : 13 octobre 2004
- Classification[5] :
  - États-Unis : Accord parental recommandé, film déconseillé aux moins de 13 ans (certificat #40117) (PG-13 - Parents Strongly Cautioned)[Note 1].
  - France : Tous publics (visa d'exploitation no 109934 délivré le 29 juillet 2004)[6].

## Distribution
- Ron Perlman (VF : Jacques Frantz ; VQ : Yves Corbeil) : Hellboy
- John Hurt (VF : Gilles Segal ; VQ : Vincent Davy) : Professeur Trevor « Broom » Bruttenholm
- Selma Blair (VF : Caroline Lallau ; VQ : Sophie Léger) : Elizabeth « Liz » Sherman
- Rupert Evans (VF : Fabrice Josso ; VQ : Joël Legendre) : John Thaddeus Myers
- Karel Roden (VQ : Denis Mercier VF : Alexandre Arbatt) : Grigori Raspoutine
- Jeffrey Tambor (VF : Jean-Luc Kayser ; VQ : Benoît Marleau) : Tom Manning
- Doug Jones (VF : Lionel Henry ; VQ : François Godin) : Abraham « Abe » Sapien
- Ladislav Beran (en) : Karl Ruprecht Kroenen (en)
- Bridget Hodson (VQ : Viviane Pacal) : Ilsa Haupstein
- Corey Johnson (VF : Nicolas Marié ; VQ : Denis Michaud) : Agent Clay
- Kevin Trainor (en) ((VF : Cédric Dumond ; VQ : Alain Zouvi) : Broom, jeune
- Angus MacInnes (VF: Michel Fortin; VQ : Hubert Gagnon) : Sergent Whitman
- David Hyde Pierce : Abraham « Abe » Sapien (voix) (non-crédité)

Légende : Version Française = VF et Version Québécoise = VQ

## Production

### Genèse du projet
Le film est l'adaptation de la série de comic-books Hellboy créée par Mike Mignola en 1994 et éditée par Dark Horse Comics. La série rencontre un vif succès aux États-Unis notamment grâce à son graphisme très original et son super-héros atypique.

« Hellboy est un héros de bande dessinée particulier. C'est un type droit. Né des flammes, il est indestructible, tout en étant pourtant innocent et timide. C'est un être paradoxal. Ses origines et ce qu'il veut faire de sa vie sont en opposition complète, maintenus dans un équilibre instable. Issu du Mal, il a choisi d'œuvrer pour le Bien. »

— Mike Mignola

« Hellboy est un super-héros qui n'aspire pas à en être un. Il est né de cette force colossale et de l'immortalité, mais tout ce dont il rêve, c'est de s'asseoir avec sa petite amie, comme un type ordinaire. (...) Il possède une nature double, qui se partage entre le Bien et le Mal. Il a le physique d'un grand gaillard adulte, mais le cœur et l'esprit d'un adolescent. Il a un côté enfant gâté, un fort tempérament, il est indiscipliné. »

— Guillermo del Toro
À la suite du succès de Blade 2 en 2002, Guillermo Del Toro reçoit de nombreuses propositions dont la suite Blade: Trinity, Alien vs. Predator et Harry Potter et le prisonnier d'Azkaban, mais il préfère un projet de longue date qui lui tient à cœur : Hellboy. Avant lui, le studio avait envisagé d'autres réalisateurs, comme Jean-Pierre Jeunet, Peter Hyams et David S. Goyer.
Guillermo del Toro coécrit ensuite un scénario avec Peter Briggs, principalement basé sur le premier tome de la saga, Les Germes de la destruction. Ils y ajoutent également des éléments d'autres volumes comme la relation approfondie entre le professeur Broom et Hellboy, la personnalité d'Abe Sapien... Del Toro ajoute également sa touche et créé des éléments et des personnages comme l'agent du FBI John Myers et le monstre Sammael.

« Certaines choses présentes dans mes bandes dessinées ici et là depuis dix ans ont été condensées. J'ai dit à Guillermo : “Change ce que tu veux, approprie-toi mon travail” »

— Mike Mignola

### Attribution des rôles

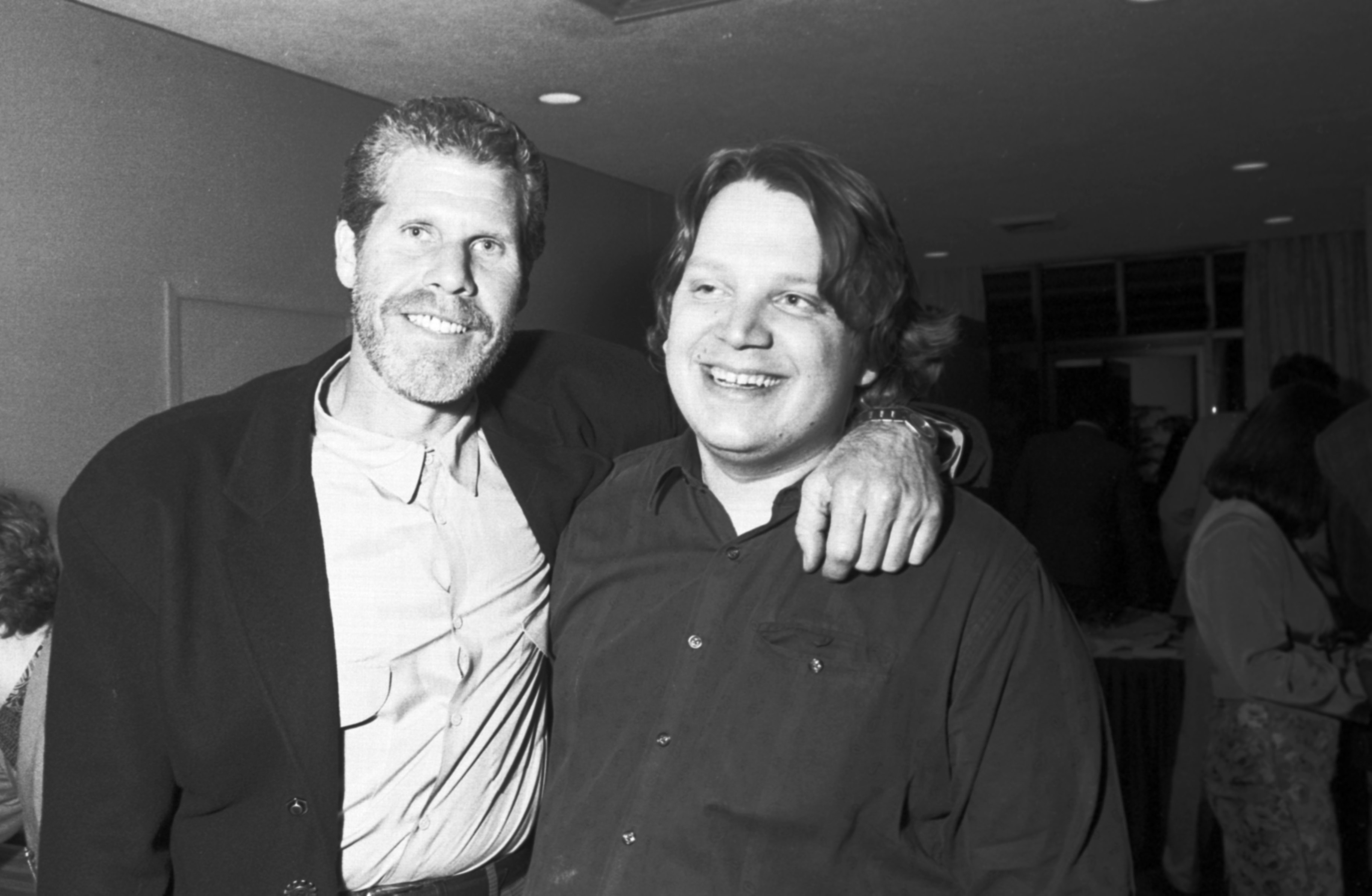
Ron Perlman et Guillermo del Toro.

Alors que le studio souhaite Vin Diesel pour le rôle, Guillermo del Toro et Mike Mignola ont une idée très arrêtée sur la question. Lors d'une réunion pour parler du film, ils décident de révéler en même temps et à haute voix le nom de l'acteur. Ils disent tous les deux Ron Perlman… Ce dernier avait déjà tourné sous la direction de Guillermo del Toro dans Cronos et Blade 2.
Les noms de Nicolas Cage ou Dwayne « The Rock » Johnson avaient également été envisagés.
Pour le rôle d'Abe Sapien, l'acteur Doug Jones est choisi pour ses aptitudes de contorsionniste. C'est cependant l'acteur David Hyde Pierce qui prête sa voix au personnage.

### Tournage
Comme pour son film précédent Blade 2, Guillermo del Toro choisit de tourner le film à Prague, en République tchèque, notamment aux Studios Barrandov.

« Le style visuel se situe à la frontière entre le fantastique, le réalisme et l'atmosphère gothique de Prague. Les décors ont affirmé la vision de Guillermo del Toro et influencé l'interprétation des acteurs. »

— Lloyd Levin, le producteur
Même des scènes « typiquement » new-yorkaises ont été tournées à Prague, comme celle du combat entre Hellboy et Sammael, dans le Métro de New York.

« Je me suis rendu à New York pour concevoir ce décor. Les gens ont dû me prendre pour un fou : je prenais des photos des wagons bondés, je mesurais tout, des panneaux publicitaires au diamètre des rampes ! À Prague, j'ai eu la chance de trouver un graffeur Tchèque de talent, qui a donné la touche finale d'authenticité à mon décor en le couvrant de graffitis. »

— Stephen Scott, le chef-décorateur
Par ailleurs, le film a été tourné dans l'ordre chronologique de l'histoire, ce qui est assez rare à Hollywood.
Chaque dimanche matin du tournage, Guillermo del Toro répondait par mail aux questions des fans du comics sur le site officiel du film.

« C'était important de garder le contact avec eux, pour qu'ils se sentent écoutés. L'un des changements majeurs dans le scénario est d'ailleurs venu de quelque chose que j'avais lu sur le web. Les bonnes idées viennent souvent d'endroits inattendus. »

— Guillermo del Toro

### Effets spéciaux et maquillage
À l'origine, Guillermo del Toro voulait réaliser Hellboy en images de synthèse. Mais il change rapidement d'idée grâce à James Cameron :

« Je discutais de cela avec James, et il m'a dit : “Bonne idée, mais l'histoire d'amour ne marchera pas”. J'ai alors réalisé qu'il avait totalement raison, et je suis retourné vers le maquillage. »

— Guillermo del Toro
Le maquillage de Hellboy est alors créé par Rick Baker, l'un des spécialistes du métier. Durant le tournage, il nécessitait environ quatre heures au maquilleur Jake Garber.

« Ce qui me stupéfie, c'est la façon dont les subtilités de l'interprétation de Ron sont perceptibles sous les couches de maquillage. C'est un personnage délirant, rouge, avec des cornes, il est énorme et a des dents gigantesques, et pourtant on ne voit pas un masque, mais une créature vivante, qui respire et éprouve des émotions. »

— Lloyd Levin, le producteur
Seules les paupières et la main gauche de Ron Perlman n'étaient pas des prothèses. Par ailleurs, les prothèses dentaires affectaient fortement la diction de l'acteur. Cela a été corrigé en postproduction.
Hellboy a nécessité la création de quelques plus de 900 plans d'effets spéciaux, dont 95 seulement pour la séquence d'ouverture lorsque Hellboy arrive sur Terre.

### Musique
Bandes originales de Hellboy
Hellboy 2 : Les Légions d'or maudites
(2008)
Marco Beltrami compose la musique du film. Il avait déjà collaboré avec Guillermo del Toro pour Mimic (1997) et Blade 2 (2002).
On peut entendre des chansons dans le film, qui ne sont pas présentes sur l'album : Heart Attack and Vine de Tom Waits, Red Right Hand de Pete Yorn, Easy Come, Easy Go de Johnny Crawford, Breathe In de Paloalto, Let's Stay Together d'Al Green et We'll Meet Again de Vera Lynn.
| 1.  | Oct. 7, 1944         | 1:17 |
| 2.  | Meet Hellboy         | 1:29 |
| 3.  | Main Title           | 1:08 |
| 4.  | Snow Walkers         | 2:24 |
| 5.  | Liz Sherman          | 2:28 |
| 6.  | Fireproof            | 1:34 |
| 7.  | Rooftop Tango        | 1:13 |
| 8.  | Wake Up Dead         | 3:20 |
| 9.  | Evil Doers           | 2:45 |
| 10. | Kroenen's Lied       | 1:59 |
| 11. | Father's Funeral     | 2:04 |
| 12. | Alley Fight          | 3:13 |
| 13. | Nazis                | 2:42 |
| 14. | Investigating Liz    | 3:24 |
| 15. | Abe Sapien           | 1:27 |
| 16. | Mechanical Mausoleum | 0:42 |
| 17. | Soul Sucker          | 3:31 |
| 18. | Stand By Your Man    | 2:34 |
| 19. | Hellboy & Liz        | 2:46 |
| 20. | B.P.R.D.             | 2:58 |

## Sortie et accueil

### Accueil critique
Le film reçoit un accueil critique favorable, recueillant 81 % de critiques positives basé sur 200 avis, avec une note moyenne de 6,76⁄10 et sur la base de 196 critiques collectées, sur le site agrégateur de critiques Rotten Tomatoes. Sur Metacritic, il obtient un score de 72⁄100 sur la base de 37 critiques collectées.

### Box-office
Le film connait un succès commercial modéré en salles, rapportant environ 99 378 985 $ au box-office mondial, dont 59 623 958 $ en Amérique du Nord, pour un budget de 66 000 000 $. En France, il realise 586 275 entrées.
| Pays ou région    | Box-office      | Date d'arrêt du box-office | Nombre de semaines |
| ----------------- | --------------- | -------------------------- | ------------------ |
| États-Unis Canada | 59 623 958 $    | -                          | -                  |
| France            | 586 275 entrées | -                          | -                  |
| Total mondial     | 99 378 985 $    | -                          | -                  |

### Version longue
Guillermo del Toro a réalisé une version director's cut du film, sortie en DVD. Cette version contient environ 12 minutes supplémentaires. Cette version longue était déjà sortie dans les salles françaises et japonaises, quelques mois après la sortie américaine, car le réalisateur estimait que le montage n'était pas parfait et qu'il voulait offrir cette nouvelle version aux spectateurs des pays où il y avait le plus de fans du comics.
On y retrouve donc certaines scènes supplémentaires. Une scène montre John Myers qui ramène Liz au BPRD en taxi. Liz prend des photos de lui et du paysage avec un Polaroid. Ils sortent même par la fenêtre du véhicule. Myers laisse échapper une photo, qui tombe sur la route. Une autre scène coupée est ajoutée à la version longue. On y voit Ilsa Haupstein et Grigori Raspoutine en Russie. Ils sont accueillis dans un grand entrepôt par un général russe qui leur présente une immense collection d'objets rares en tout genre. Ils s'approchent d'un grand conteneur, contenant la fameuse pierre que Raspoutine cherche depuis des années. En échange, il offre au militaire des lingots d'or frappés du sceau nazi.

## Distinctions
Entre 2004 et 2008, Hellboy a été sélectionné 26 fois dans diverses catégories et a remporté 3 récompenses.

### Récompenses
- Prix de la Fondation Imagen 2004 : Prix Imagen du Meilleur réalisateur décerné à Guillermo del Toro.
- Académie des films de science-fiction, fantastique et d'horreur - Prix Saturn 2005 :
  - Saturn Award du meilleur maquillage décerné à Jake Garber, Matt Rose et Mike Elizalde.
- Prix Fangoria Chainsaw 2005 :
  - Prix Chainsaw du Meilleur maquillage / créature FX décerné à Chad Waters, Matt Rose et Mike Elizalde.

### Nominations
- Prix Bram-Stoker 2004 : Meilleur scénario pour Guillermo del Toro.
- Prix du jeune public 2004 : Meilleur film dramatique / action aventure.
- Prix Schmoes d'or (Golden Schmoes Awards) 2004 :
  - Meilleur film de science-fiction de l'année,
  - Meilleurs effets spéciaux de l'année,
  - Personnage le plus cool de l'année Hellboy,
  - Affiche de cinéma préférée de l'année,
  - Meilleur DVD / Blu-Ray de l'année (director's cut).
- Académie des films de science-fiction, fantastique et d'horreur - Prix Saturn 2005 :
  - Meilleur film fantastique,
  - Meilleurs costumes pour Wendy Partridge,
  - Saturn Award de la meilleure édition spéciale DVD.
- Association du cinéma et de la télévision en ligne (Online Film & Television Association) 2005 :
  - Meilleurs maquillages et coiffures pour Rick Baker, Beverley Binda, Roland Blancaflor, Mike Elizalde, Jeanette Freeman, Sylvia Nava, Matt Rose, Bill Sturgeon et Kazu Hiro.
- Guilde internationale de l'horreur 2005 : Meilleur film.
- Prix Fangoria Chainsaw 2005 :
  - Meilleur film à large diffusion,
  - Meilleur acteur pour Ron Perlman,
  - Meilleur acteur dans un second rôle pour John Hurt,
  - Meilleure actrice dans un second rôle pour Selma Blair,
  - Meilleur scénario pour Guillermo del Toro,
  - Meilleur compositeur pour Marco Beltrami.
- Prix international de la critique de musique de film (International Film Music Critics Award (IFMCA)) 2005 :
  - Musique de film de l'année pour Marco Beltrami,
  - Meilleure musique originale pour un film fantastique / science-fiction pour Marco Beltrami.
- Prix internationaux du cinéma en ligne (INOCA) (International Online Cinema Awards (INOCA)) 2005 : Meilleur maquillage et coiffure.
- Société des effets visuels 2005 :
  - Meilleur personnage animé dans un film d'action en direct pour Dovi Anderson, Todd Labonte, Sven Jensen et Paul G. Thuriot (Pour le personnage de Samael).
- Prix Scream 2008 : Meilleur super-héros pour Ron Perlman (pour Hellboy).

## Suite
- Hellboy II : Les légions d'or maudites (Hellboy II: The Golden Army), réalisé par Guillermo del Toro et sorti en 2008.